# Tarta de Santiago
La Tarta de Santiago (letteralmente "Torta di Santiago") è una ricetta tradizionale della cucina della regione spagnola della Galizia di origine sconosciuta. È possibile acquistarla in quasi tutti i panifici e nelle aree attraverso le quali passa il Cammino di Santiago, e in tutta la comunità autonoma della Galizia, soprattutto durante il mese di luglio e la prima settimana di agosto. I suoi ingredienti principali sono mandorle, zucchero e uova.

## Caratteristiche
La torta di Santiago è fatta con mandorle polverizzate e mescolate con uovo e zucchero. Questo dà luogo a una massa compatta alla quale viene aggiunto del burro. Successivamente, viene cotto in un recipiente refrattario a 180-200 °C per circa 45 minuti fino a quando la parte superiore si indurisce. Infine, solitamente si cosparge di zucchero a velo la croce di Santiago nella parte superiore, in modo che, una volta rimossa, il contorno della croce sia stampato.

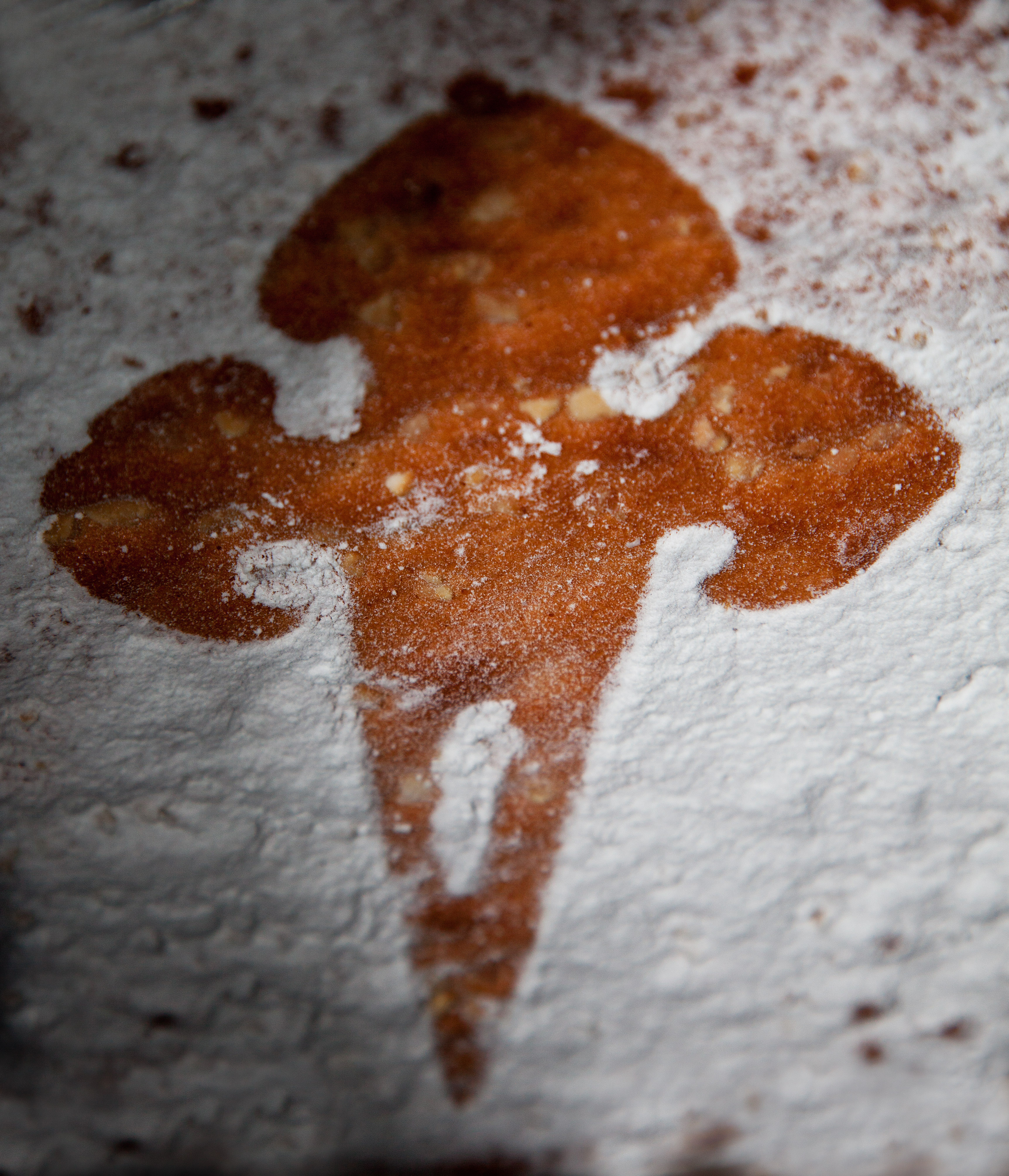
La croce nella parte superiore della torta

Queste torte non devono contenere farina, tranne nell'impasto che ricopre la parte inferiore, ma si includono cannella e scaglie di limone. La torta deve avere un colore dorato e la sua consistenza dovrebbe essere leggermente spugnosa e un po' granulosa. Il sapore caratteristico di questa torta è una miscela equilibrata di mandorle e uova.
La torta viene servita dopo i pasti accompagnata da un cappuccino, alcuni preferiscono servirla accompagnata da un vino dolce.

## Storia
Non si sa nulla riguardo al consumo di mandorle in Galizia durante il Medioevo, ma è risaputo che era un alimento di lusso riservato a pochi. La prima notizia che si ha dell'uso di questa torta è del 1577 durante una visita di D. Pedro de Porto Carrero all'Università di Santiago. Anche se a quei tempi la torta era denominata Tarta real gli ingredienti e le caratteristiche fanno pensare che è la torta che oggi chiamiamo "Torta di Santiago".
L'origine della croce di Santiago rappresentata sulla torta risale al 1924 quando la José Mora, fondatore della pasticceria Casa Mora, inizia ad adornare le torte di mandorle con l'attuale croce, ottenendo un gran successo in Galizia e nel resto della Spagna.
Nel maggio 2011, la denominazione Tarta de Santiago è stata riconosciuta indicazione geografica protetta (IGP).